# 1408年
| 千纪： | 2千纪 |
| 世纪： | 14世纪 \| 15世纪 \| 16世纪                                                                                 |
| 年代： | 1370年代 \| 1380年代 \| 1390年代 \| 1400年代 \| 1410年代 \| 1420年代 \| 1430年代                           |
| 年份： | 1403年 \| 1404年 \| 1405年 \| 1406年 \| 1407年 \| 1408年 \| 1409年 \| 1410年 \| 1411年 \| 1412年 \| 1413年 |
| 纪年： | 戊子年（鼠年）；明永乐六年；越南兴庆二年；日本應永十五年                                                   |

## 大事记
- 12月14日——中国最早最大的百科全书《永乐大典》历时5年编纂完成。
- 日本室町幕府第三代征夷大將軍逝世，其子足利義持繼位。
- 阿魯台殺鬼力赤，迎立本雅失里為蒙古大汗。

## 出生
- 日期不明：尚思達王，琉球國第一尚氏王朝的第四代國王。（1449年逝世）

## 逝世
- 日期不明：李成桂，朝鮮太祖。（1335年出生，73岁）
- 日期不明：麻那惹加那，汶萊蘇丹。（1380年出生，28岁）
- 日期不明：沙迷查干，東察合台汗國第四任可汗。
- 日期不明：朱贊儀，明朝第二代靖江王。（1382年出生，26岁）
- 日期不明：足利義滿，室町幕府第三任將軍。（1358年出生，50岁）
- 日期不明：鬼力赤，蒙古韃靼部首領。